# Jangaon
Jangaon là một thị xã và là một nagar panchayat của quận Warangal thuộc bang Andhra Pradesh, Ấn Độ.

## Địa lý
Jangaon có vị trí 17°43′B 79°11′Đ / 17,72°B 79,18°Đ Nó có độ cao trung bình là 382 mét (1253 feet).

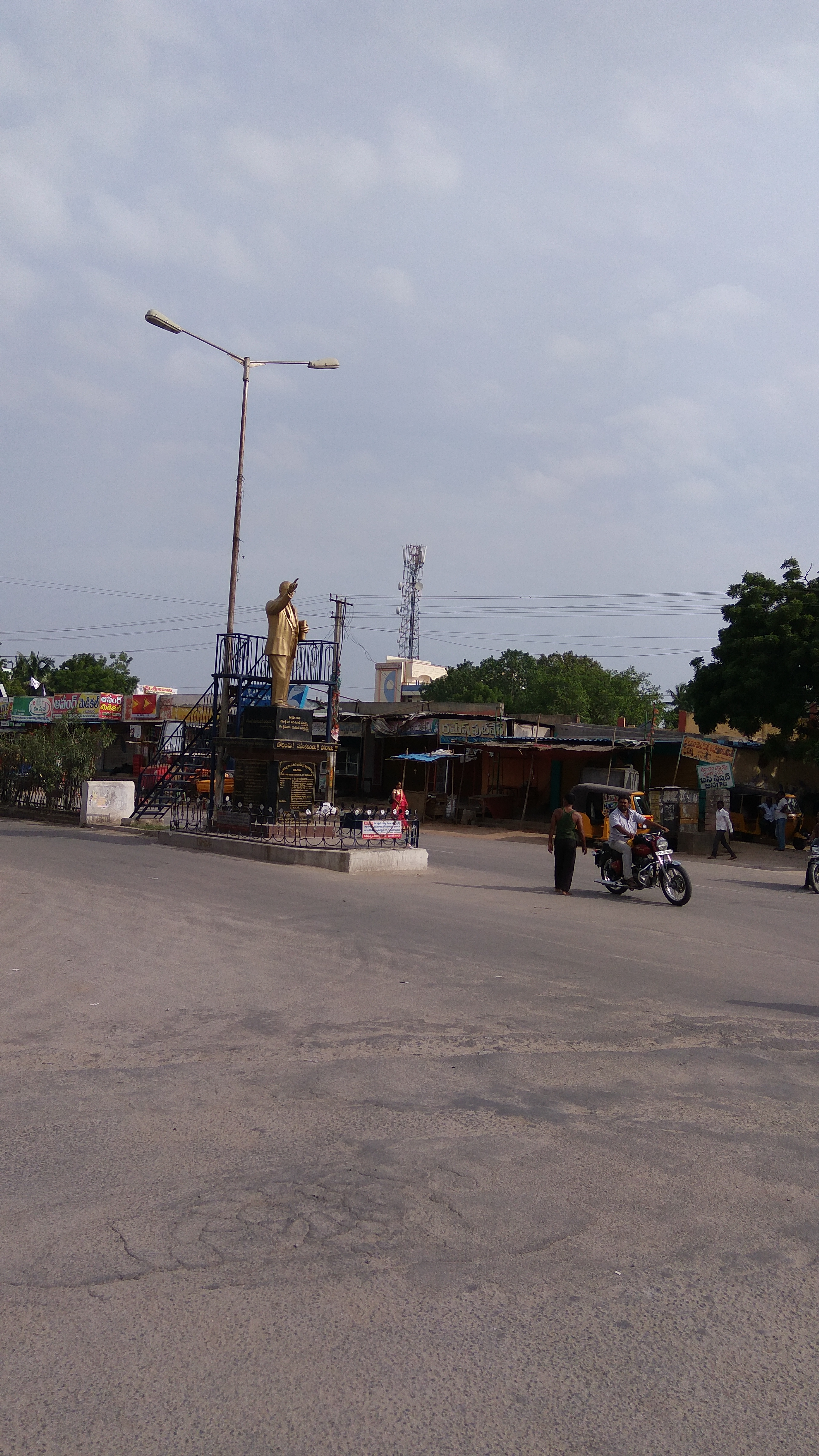
Ambedkar Circle

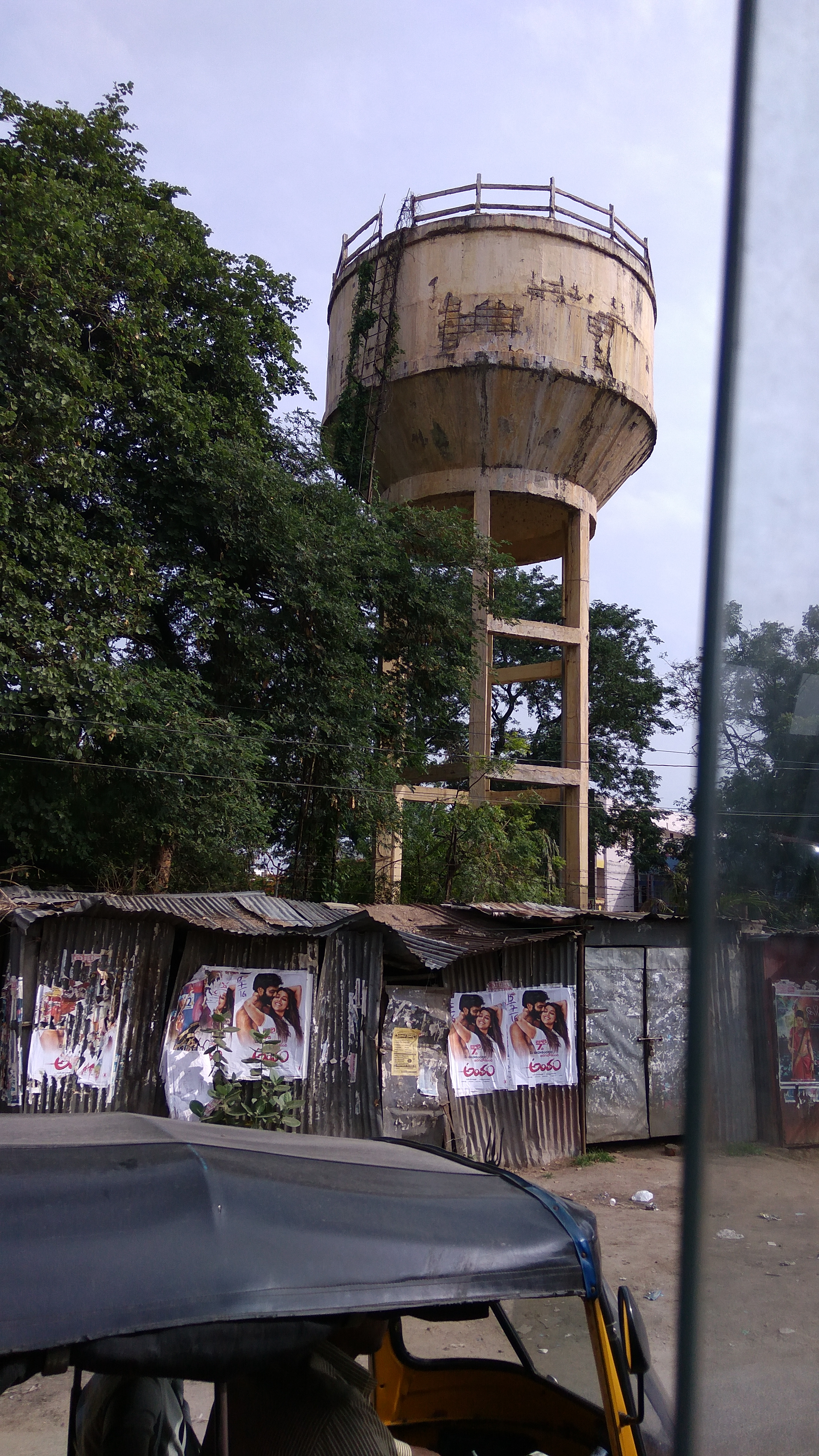
Water Tank

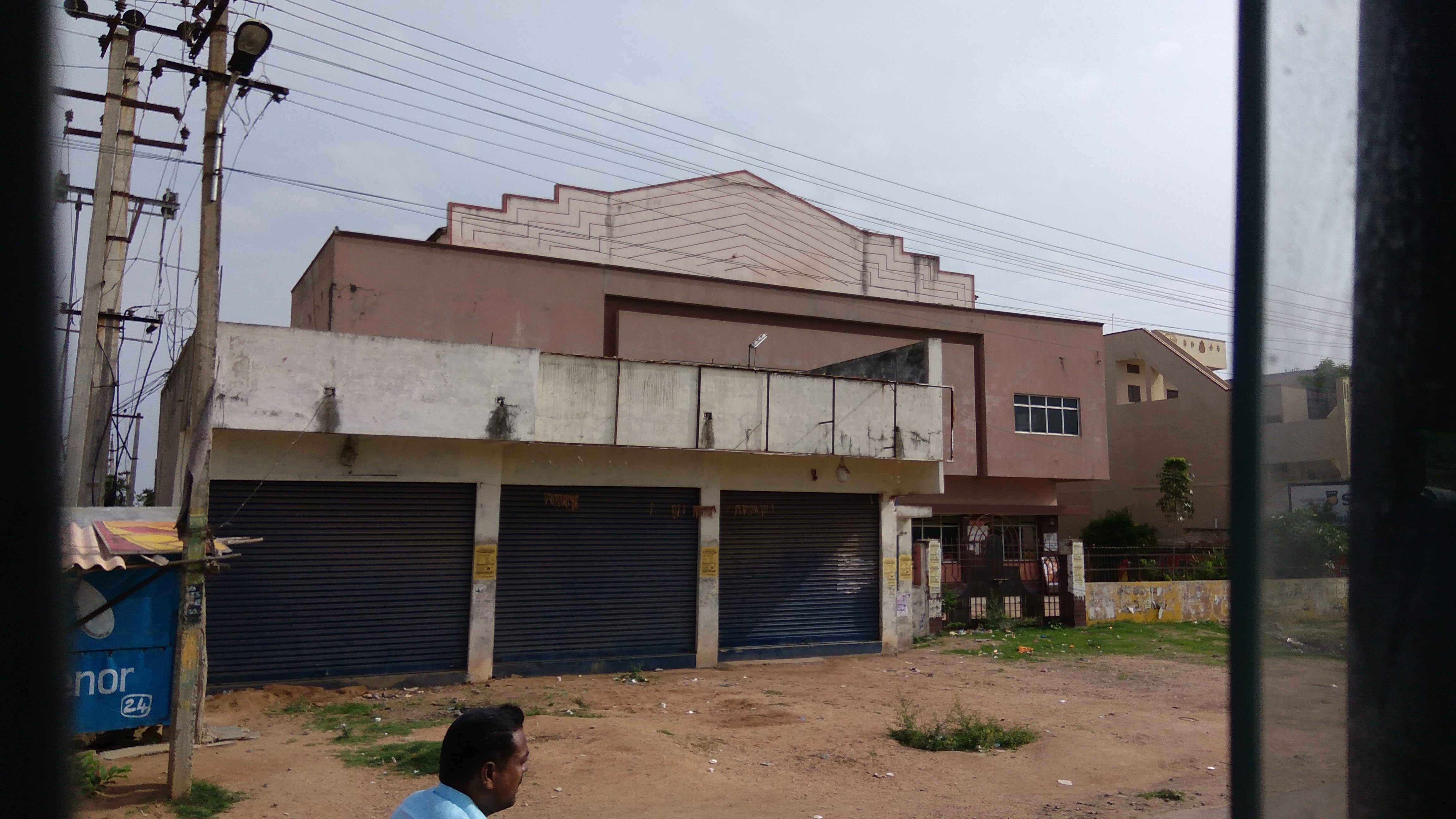
Cinema Talkies

## Nhân khẩu
Theo điều tra dân số năm 2001 của Ấn Độ, Jangaon có dân số 43.601 người. Phái nam chiếm 50% tổng số dân và phái nữ chiếm 50%. Jangaon có tỷ lệ 70% biết đọc biết viết, cao hơn tỷ lệ trung bình toàn quốc là 59,5%: tỷ lệ cho phái nam là 79%, và tỷ lệ cho phái nữ là 59%. Tại Jangaon, 12% dân số nhỏ hơn 6 tuổi.